# Helmut Zemo
Helmut Zemo is een fictieve schurk die voorkomt in Amerikaanse stripboeken uitgegeven door Marvel Comics. Over het algemeen staat Zemo bekend als de vijand van Captain America en The Avengers. 
Hij is een terugkerend personage in het Marvel Cinematic Universe waarin hij wordt gespeeld door Daniel Brühl. Het personage debuteerde in Captain America: Civil War. Tevens komt hij voor in de televisieserie voor de streamingdienst Disney+, The Falcon and the Winter Soldier.

## Biografie van het karakter
Helmut Zemo (geboren in Leipzig, Duitsland) is de zoon van Heinrich Zemo. Van zijn vader leerde hij het idee dat het Meesterras de wereld zou moeten regeren. 
Oorspronkelijk was hij een ingenieur tot hij boos werd na het lezen van een verslag over de terugkomst van Captain America en het overlijden van zijn vader. Uiteindelijk trad hij in de voetsporen van zijn vader als schurk en gebruikte het geld van zijn familie om het werk van zijn vader proberen na te bootsen.  

## Andere media

### Marvel Cinematic Universe
Sinds 2016 verschijnt Baron Helmut Zemo in het Marvel Cinematic Universe waarin hij wordt vertolkt door Daniel Brühl. Waarin hij grote aanpassingen heeft gekregen in vergelijking met zijn versie uit de stripboeken. Zemo verloor zijn vrouw en kinderen nadat The Avengers ze niet hadden gered tijdens de Sokovia ramp veroorzaakt door Ultron in Avengers: Age of Ultron. Om zijn vrouw en kinderen te wreken voor de vele slachtoffers die zijn gevallen bij rampen die zijn ontstaan door de Avengers probeert hij door Winter Soldier's gedachten te besturen de Avengers uit elkaar te drijven. Door het ontstaan van het Sokovia akkoord en de door Zemo aangestuurde moordaanslag op de koning van Wakanda krijgen Captain America en bondgenoten ruzie met Tony Stark en bondgenoten. Na een gevecht maakt Zemo later aan Tony Stark bekend dat Bucky de moordenaar is van zijn ouders waardoor in een gevecht tussen Captain America en Tony, Captain America stopt met zijn daden als Captain America. Black Panther spaart, ondanks de moord op zijn vader, Zemo's leven en levert hem uit aan de overheid om Zemo op te sluiten. In 2024 wil Bucky Barnes een ontmoeting plannen met de gevangene Zemo om informatie te verstrekken over HYDRA's verleden met super soldaten. Zemo ontsnapt met hulp van Bucky uit gevangenis in Berlijn. Zemo blijkt een baron te zijn vanwege zijn rijke erfgenamen. Hij vliegt Bucky en Sam naar de stad Madripoor waar ze erachter komen dat de Flag Smashers een supersoldaten serum gestolen hebben van de misdaadbaas de Power Broker. Nadat de Dora Milaje uit Wakanda Zemo probeerde op te pakken ontsnapte hij via het riool. Bucky Barnes zoekt Zemo op bij het Sokovia monument waar Zemo werd gearresteerd door de Dora Milaje om vast te zetten in de superheldengevangenis The Raft. Vanuit de gevangenis heeft Zemo met hulp van zijn butler en Valentine Allegra de Fontaine de laatst overgebleven Flag Smashers uit kunnen schakelen in een ontploffing. Zemo verscheen in de volgende film en televisieserie:
- Captain America: Civil War (2016)
- The Falcon and the Winter Soldier (2021) (Disney+)

### Televisie
- Baron Zemo kwam voor in de animatieserie The Marvel Super Heroes (1966). Zijn stem werd ingesproken door Gillie Fenwick.
- Helmut Zemo kwam voor in de animatieserie The Avengers: United They Stand (1999), hij zat in aflevering Command Decision en zijn stem werd ingesproken door Phillip Shepherd.
- Zemo kwam voor in de animatieserie The Avengers: Earth's Mightiest Heroes (2010). Zijn stem werd ingesproken door Robin Atkin Downes.
- Zemo kwam voor in de animatieserie Avengers Assemble (2013).[4] Hij werd hierin Baron Helmut Zemo en Citizen V genoemd. Zijn stem werd ingesproken door David Kaye.
- Zemo kwam voor in Marvel Disk Wars: The Avengers (2014). Zijn stem werd ingesproken door Taketora.

### Videospellen
- Baron Helmut Zemo verschijnt in Pinball FX 2 (2010). Hierin werd zijn stem ingesproken door Liam O'Brien.
- Baron Helmut Zemo verschijnt in Captain America: Super Soldier (2011). Hierin werd zijn stem ingesproken door Steven Blum.
- Baron Helmut Zemo en zijn Citizen V alias zijn beide beschikbaar als speelbaar personages in Lego Marvel's Avengers (2016).[5] Zijn stem werd ingesproken door Robin Atkin Downes.
- Baron Helmut Zemo is een speelbaar personage in Lego Marvel Super Heroes 2.[6]